# Erik Lager
Per Erik Lager, född 10 november 1837 i Stenkvista socken, död 17 juli 1876 i Adi Kunzi i Etiopien, var en svensk missionär.
Erik Lager var son till torparen Pehr Persson. Efter mycket sparsam utbildning kom han 1858 i snickerilära i Eskilstuna. 1862–1866 genomgick han som en av de 14 första eleverna Evangeliska fosterlandsstiftelsens nygrundade missionsinstitut vid Johannelund sändes han till Kunama i Östafrika, där missionsarbete upptagits i väntan på att Etiopien skulle öppnas för missionärer. Trots sjuklighet kom han att ha framgång i sitt missionsarbete. Efter att fördrivits av turkarna kom han 1870 med sina medhjälpare till Massawa och 1871 till Eilet, där han bedrev sjukvård, öppnade en pojkskola och utrustade missionsexpeditioner längs karavanvägarna. Lager blev mördad då han under pågående krig var på väg att hos Yohannes IV utverka tillstånd att bedriva missionsverksamhet i Etiopien.